# نوبوهله ماجیکا
نوبوهله ماجیکا (انگلیسی: Nobuhle Majika؛ زادهٔ ۹ مهٔ ۱۹۹۱) یک فوتبالیست پست دفاعِ اهل زیمبابوه است. وی بازیکن تیم ملی فوتبال بانوان زیمبابوه و نماینده این کشور در بازی‌های المپیک تابستانی ۲۰۱۶ بود.
او دو برادر به نام‌های جورج و موسی دارد که آن‌دو هم فوتبال بازی می‌کنند. در ابتدای زندگی حرفه‌ای، او توسط فوتبالیست سابق Peter Ndlovu، کسی که علاوه بر مشورت و راهنمایی، کفش فوتبال را نیز به وی داد، حمایت شد. نوبوهله ماجیکا اهل بولاوایو است.